# Schwedenschanze

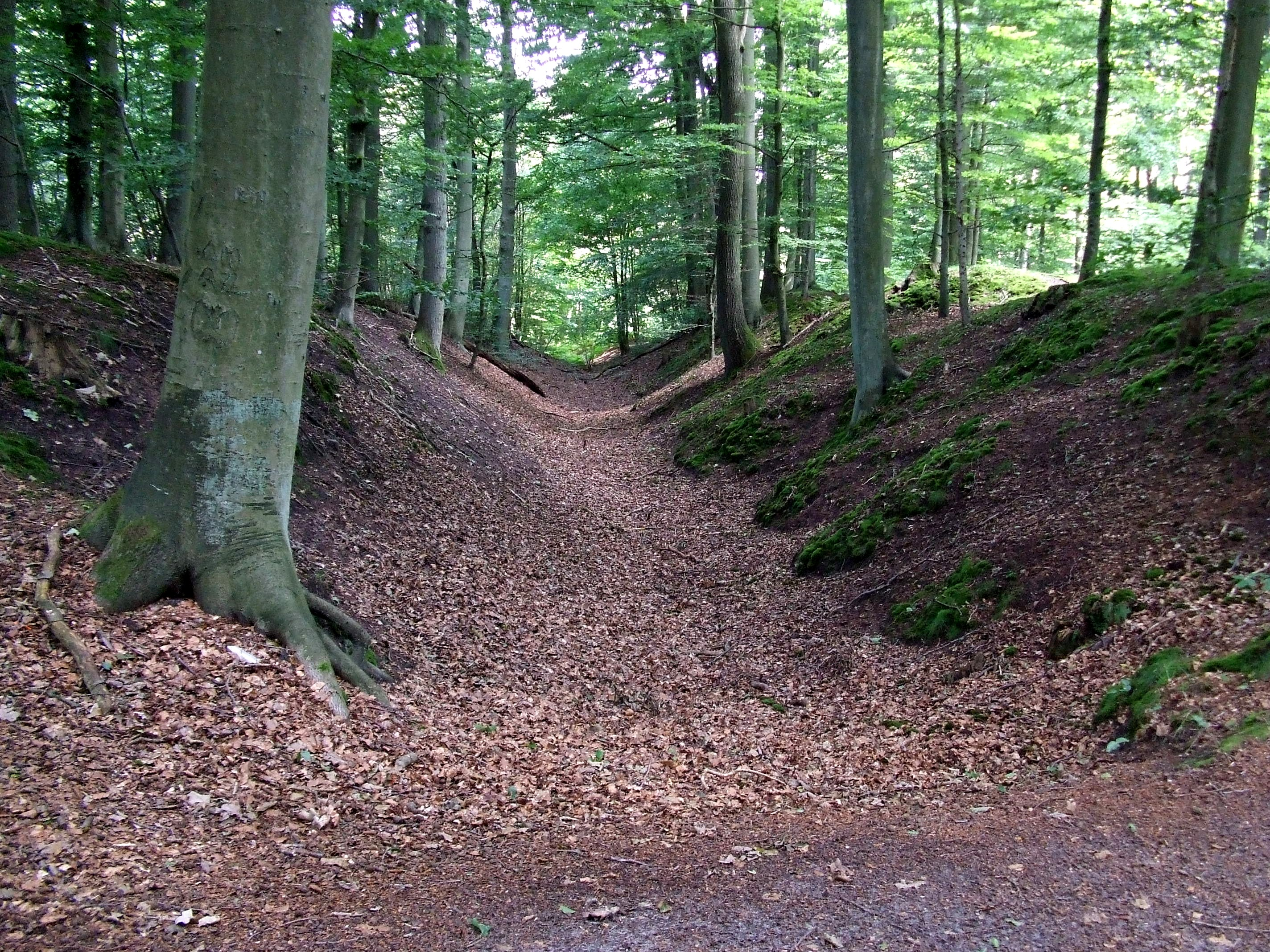
Schwedenschanze im Wesloer Wald/Lauerholz in Lübeck

In Mitteleuropa tragen zahlreiche vor- und frühgeschichtliche Wallburgen und Abschnittsbefestigungen den irreführenden, meist volkstümlichen Beinamen Schwedenschanze.

## Geschichte
Diese Bezeichnung entstand in Zusammenhang mit den Kampfhandlungen des Dreißigjährigen Krieges, als die Bevölkerung manchmal ältere Befestigungsanlagen als Fliehburgen oder Viehverstecke reaktivierte; dadurch wollte man sich vor den Truppenkontingenten der schwedischen Armee in Sicherheit bringen. Ob die einzelnen Wehranlagen während dieser Notzeit allerdings tatsächlich wieder als Schutzplätze dienten, ist meist spekulativ. Viele der oft gut erhaltenen Erdwerke in den Wäldern Europas wurden wohl später nur fälschlicherweise mit dem großen Religionskrieg in Verbindung gebracht.
Die Geschichte der Bodendenkmäler reicht oft einige Jahrtausende zurück. Häufig wurden sie während des Frühmittelalters ausgebaut, als etwa die Ungarn im 10. Jahrhundert das Ostfränkische Reich und andere Regionen bedrohten (Ungarneinfälle).
Auch im 17. Jahrhundert, also während des Dreißigjährigen Krieges, entstanden zahlreiche Erdbefestigungen und Schanzen, die sich jedoch durch ihre regelmäßige Anlage in geometrischen Formen (Sternschanzen) deutlich von älteren Anlagen unterscheiden. Gelegentlich wurden auch Befestigungsanlagen, die tatsächlich von der kaiserlichen Armee, also katholischen Truppen angelegt wurden, später als „Schwedenschanzen“ bezeichnet; beispielsweise die Schwedenschanze in der Rhön. Der Schmölwall auf der Nordseite der Flensburger Förde wird zudem einer Überlieferung zufolge erst mit dem später stattgefundenen Zweiten Nordischen Krieg in Zusammenhang gebracht, an dem Schweden unter anderem gegen Dänemark kämpfte.

## Schwedenschanzen

### Dänemark
- Schmölwall (im Volksmund auch Schwedenschanze genannt), bei Broacker

### Deutschland
- Landwehr (Astengebiet) bei Altastenberg, Nordrhein-Westfalen
- Schwedenschanze (Arnstadt) am Südrand von Arnstadt, Thüringen
- Schwedenschanze Bad Elster im Vogtland, Sachsen
- Schwedenschanze (Belm) bei Belm, Niedersachsen
- Schwedenwälle oder Schwedenschanzen zwischen Brandenburg an der Havel und Brielow
- Schwedenschanze in Buckow (Rietz-Neuendorf), bei Beeskow, Brandenburg
- Turmhügel Schwedenschanze (Burghaig), Kreis Kulmbach, Bayern
- Turmhügel Schwedenschanze (Lehental), Kreis Kulmbach, Bayern
- Schwedenschanze (Canstein) bei Marsberg-Canstein im Roten Land, Nordrhein-Westfalen
- Schwedenschanze (Deesbach) bei Neuhaus am Rennweg im Thüringer Wald
- Schwedenschanze (Delitzsch) am Neuhäuser See, Sachsen
- Schwedenschanze (Dornberg) bei Bielefeld-Dornberg, Nordrhein-Westfalen
- Schwedenschanze (Dörscheid) bei Dörscheid, Rheinland-Pfalz
- Ringwall Schwedenschanze (Elfershausen) bei Elfershausen in Unterfranken, Bayern
- Schwedenschanze (Elmshorn) im Liether Wald in Elmshorn, Schleswig-Holstein
- Schwedenschanze (Erfurt) am Westrand von Erfurt, Thüringen
- Schwedenschanze bei Farchant bei Garmisch-Partenkirchen, Bayern
- Schwedenschanze (Frickingen) bei Frickingen, Baden-Württemberg
- Schwedenschanze (Gersfeld) bei Rodenbach in der Rhön nahe dem Reesberg, Hessen
- Schwedenschanze (Gotha) bei Gotha in Thüringen
- Schwedenschanze in der Dölauer Heide in Halle (Saale), Sachsen-Anhalt
- Schwedenschanze (Haßberge) auf dem Kamm der Haßberge, Bayern
- Ringwall Schwedenschanze (Heiligenstadt in Oberfranken) nordwestlich von Heiligenstadt in Oberfranken, Bayern
- Schwedenschanze (Hillesheim) Verbandsgemeinde Hillesheim (Rheinhessen), Rheinland-Pfalz
- Schwedenschanze (Höchstadt an der Aisch) in Höchstadt an der Aisch, Bayern
- Schwedenschanze (Höhbeck) im Naturpark Elbtalaue Wendland, Niedersachsen
- Schwedenschanze (Horst) bei Wolfshagen, Brandenburg
- Schwedenschanze Isingerode bei Isingerode, Niedersachsen
- Schwedenschanze (Jungingen) bei Jungingen, Baden-Württemberg
- Schwedenschanze (Kelsterbach) in Kelsterbach, Hessen
- Schwedenschanze (Klein Hutbergen) bei Verden (Aller), Niedersachsen
- Schwedenschanze (Lossow) bei Frankfurt (Oder), Brandenburg
- Schwedenschanze (Lübeck) in Lübeck, Schleswig-Holstein
- Schwedenschanze bei Mömlingen, Bayern
- Schwedenschanze (Neppermin) in Neppermin auf Usedom, siehe Burgwall Neppermin, Mecklenburg-Vorpommern
- Schwedenschanze (Neuenbürg) im Nordschwarzwald
- Schwedenschanze (Nisselsbach) bei Aichach, Bayern
- Abschnittsbefestigung Schwedenschanze (Oberlangheim), Bayern
- Schwedenschanze (Paupitzsch), zwischen der devastierten Ortschaft Paupitzsch und Benndorf, Sachsen
- Schwedenschanze (Peenemünde) in Peenemünde auf Usedom, Mecklenburg-Vorpommern
- Schwedenschanze (Pohnsdorf) bei Pohnsdorf, Schleswig-Holstein
- Ringwall Schwedenschanze (Kützberg) bei Poppenhausen, Bayern
- Schwedenschanze (Preußisch Oldendorf) bei Preußisch Oldendorf-Börninghausen auf der Egge, Nordrhein-Westfalen
- Alte Schwedenschanze im Ort Rempelkofen, Bayern
- Schwedenschanze (Rohrhardsberg) auf dem Rohrhardsberg, Baden-Württemberg
- Ringwall Schwedenschanze (Rottensteiner Forst), Hofheim in Unterfranken im Landkreis Haßberge in Bayern
- Schwedenschanze (Schlangen) bei Schlangen-Oesterholz, Nordrhein-Westfalen
- Schanzenkopf (Schwedenschanze) bei Alzenau nordwestlich von Mömbris, Bayern
- Schwedenschanze (Stade) im Stader Ortsteil Groß Thun, Niedersachsen
- Schwedenschanze (Stralsund) bei Stralsund, Mecklenburg-Vorpommern
- Schwedenschanze (Teublitz) in Teublitz, Bayern
- Schwedenschanze (Vlotho) in Vlotho, Nordrhein-Westfalen
- Schwedenschanze (Weitenhagen) in Weitenhagen, Mecklenburg-Vorpommern
- Schwedenschanze (Zuflucht) im Nordschwarzwald
- Schwedenschanze in Waldsieversdorf, Märkische Schweiz, Brandenburg
- Schwedenschanze (Weimar), Thüringen

### Österreich
gereiht nach deren Lage von Westen nach Osten:
- Schwedenschanze (Lochau) in Lochau, Vorarlberg
- Schwedenschanze (Oberhaag) bei Aigen-Schlägl, Oberösterreich
- Schwedenschanze Rading bei Bad Leonfelden, Oberösterreich
- Schwedenschanze (Achatzberg) bei Klam, Oberösterreich
- Schwedenschanze (Engelstein) bei Großschönau (Niederösterreich)
- Schwedenschanze bei Burg Hartenstein (Niederösterreich)
- Schwedenschanze (Buschberg) in den Leiser Bergen, Niederösterreich

### Schweiz
- Schwedenschanze (Beggingen) auf dem Randen (Gebirge), Beggingen, Kanton Schaffhausen

### Tschechien
- Švédské šance (Horní Moštěnice)
- Švédské šance (Kovářská)